# PPA2
PPA2 (англ. Pyrophosphatase (inorganic) 2) – білок, який кодується однойменним геном, розташованим у людей на 4-й хромосомі. Довжина поліпептидного ланцюга білка становить 334 амінокислот, а молекулярна маса — 37 920.
| 10         |  | 20         |  | 30         |  | 40         |  | 50         |
| ---------- |  | ---------- |  | ---------- |  | ---------- |  | ---------- |
| MSALLRLLRT |  | GAPAAACLRL |  | GTSAGTGSRR |  | AMALYHTEER |  | GQPCSQNYRL |
| FFKNVTGHYI |  | SPFHDIPLKV |  | NSKEENGIPM |  | KKARNDEYEN |  | LFNMIVEIPR |
| WTNAKMEIAT |  | KEPMNPIKQY |  | VKDGKLRYVA |  | NIFPYKGYIW |  | NYGTLPQTWE |
| DPHEKDKSTN |  | CFGDNDPIDV |  | CEIGSKILSC |  | GEVIHVKILG |  | ILALIDEGET |
| DWKLIAINAN |  | DPEASKFHDI |  | DDVKKFKPGY |  | LEATLNWFRL |  | YKVPDGKPEN |
| QFAFNGEFKN |  | KAFALEVIKS |  | THQCWKALLM |  | KKCNGGAINC |  | TNVQISDSPF |
| RCTQEEARSL |  | VESVSSSPNK |  | ESNEEEQVWH |  | FLGK       |  |            |

A: Аланін

C: Цистеїн

D: Аспарагінова кислота

E: Глутамінова кислота

F: Фенілаланін

G: Гліцин

H: Гістидин

I: Ізолейцин

K: Лізин

L: Лейцин

M: Метіонін

N: Аспарагін

P: Пролін

Q: Глутамін

R: Аргінін

S: Серин

T: Треонін

V: Валін

W: Триптофан

Кодований геном білок за функціями належить до гідролаз, фосфопротеїнів. 
Задіяний у таких біологічних процесах, як ацетилювання, альтернативний сплайсинг. 
Білок має сайт для зв'язування з іонами металів, іоном магнію. 
Локалізований у мітохондрії.